# 皮奇蘭 (北卡羅萊納州)
皮奇蘭（英語：Peachland）是一個位於美國北卡羅萊納州安森縣的城鎮。

## 人口
根據2020年美國人口普查的數據，皮奇蘭的面積為2.61平方千米，皆為陸地。當地共有人口390人，而人口密度為每平方千米149人。